# Satsuki Igarashi
Satsuki Igarashi (いがらし寒月, Igarashi Satsuki), född 8 februari 1969 i Kyoto i Japan, är en av medlemmarna i den manga-tecknande gruppen CLAMP. Hennes uppgifter i gruppen består bland annat av att assistera de övriga medlemmarna, samordna produktionen, designa karaktärer och omslag m.m. 
Satsukis tidigare namn var 五十嵐さつき (Igarashi Satsuki), men år 2004 bytte hon till いがらし寒月 (Igarashi Satsuki). Namnet uttalas fortfarande på samma sätt, men skrivs med annorlunda tecken.